# Juanito (maskota)
Juanito je bila uradna maskota Svetovnega prvenstva v nogometu 1970. Predstavlja dečka po imenu Juan, na koncu imena je pomanjševalna končnica "-ito". Oblečen je v majico mehiške nogometne reprezentance, na glavi pa nosi sombrero, značilen za Mehiko in njihove tradicionalne kavboje charre.  Na klobuku je viden napis "MEXICO 70" ("MEHIKA 70"). Kot večina maskot Svetovnih prvenstev v nogometu ima tudi Juanito ob sebi nogometno žogo, na večini slik jo ima pod desno nogo, ponekod pa tudi v levi roki.
Po uveljavitvi maskot na Svetovnem prvenstvu v nogometu 1966, ko so Angleži za maskoto postavili žival, so Mehičani želeli vpeljati za maskoto še prvega človeka.   Ker so tudi želeli popularizirati šport pri mladini, so za maskoto izbrali majhnega dečka. Ime Juan je bila nato dokaj logična izbira, saj je to pogosto špansko ime. 